# Fédération autrichienne de football
Pour les articles homonymes, voir OFB.
La  Fédération d'Autriche de football (en allemand : Österreichischer Fußball-Bund - ÖFB) est une association regroupant les clubs de football d'Autriche et organisant les compétitions nationales et les matchs internationaux de la sélection d'Autriche.
La fédération nationale d'Autriche est fondée en 1904. Elle est affiliée à la FIFA depuis 1905 et est membre de l'UEFA depuis sa création en 1954.

## Présentation

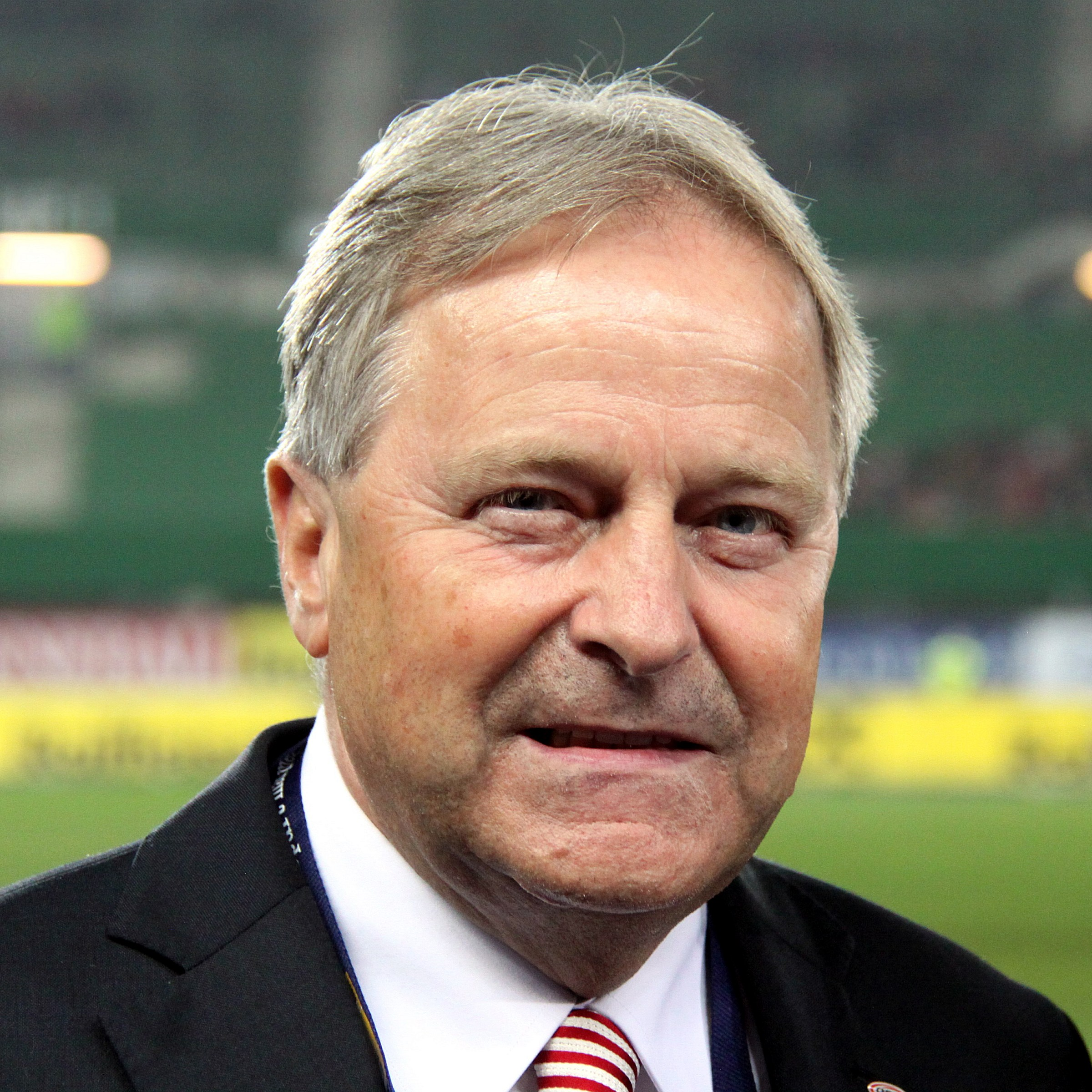
Leo Windtner, le président de l'ÖFB (2010).